# Сейнт Питър Порт
Сейнт Питър Порт (на английски: Saint Peter Port) е административен център на Гърнси, както и главно пристанище на острова. Населението му е 16 488 (2001).
Сейнт Питър Порт е енория, малък град със стръмни тесни улички. Пощенския код на тази енория започва с GY1.

## География
Градът се намира на източното крайбрежие на Гърнси. Граничи със Сейнт Сампсън на север, Вейл на северозапад, Сейнт Андрюс на запад и Сейнт Мартин на юг.

### Релеф
На север и около пристанището, релефът е равнинен, но на юг става много по-хълмисто (не толкова, колкото при Сейнт Мартин)